# Skrzat (Góra Zborów)

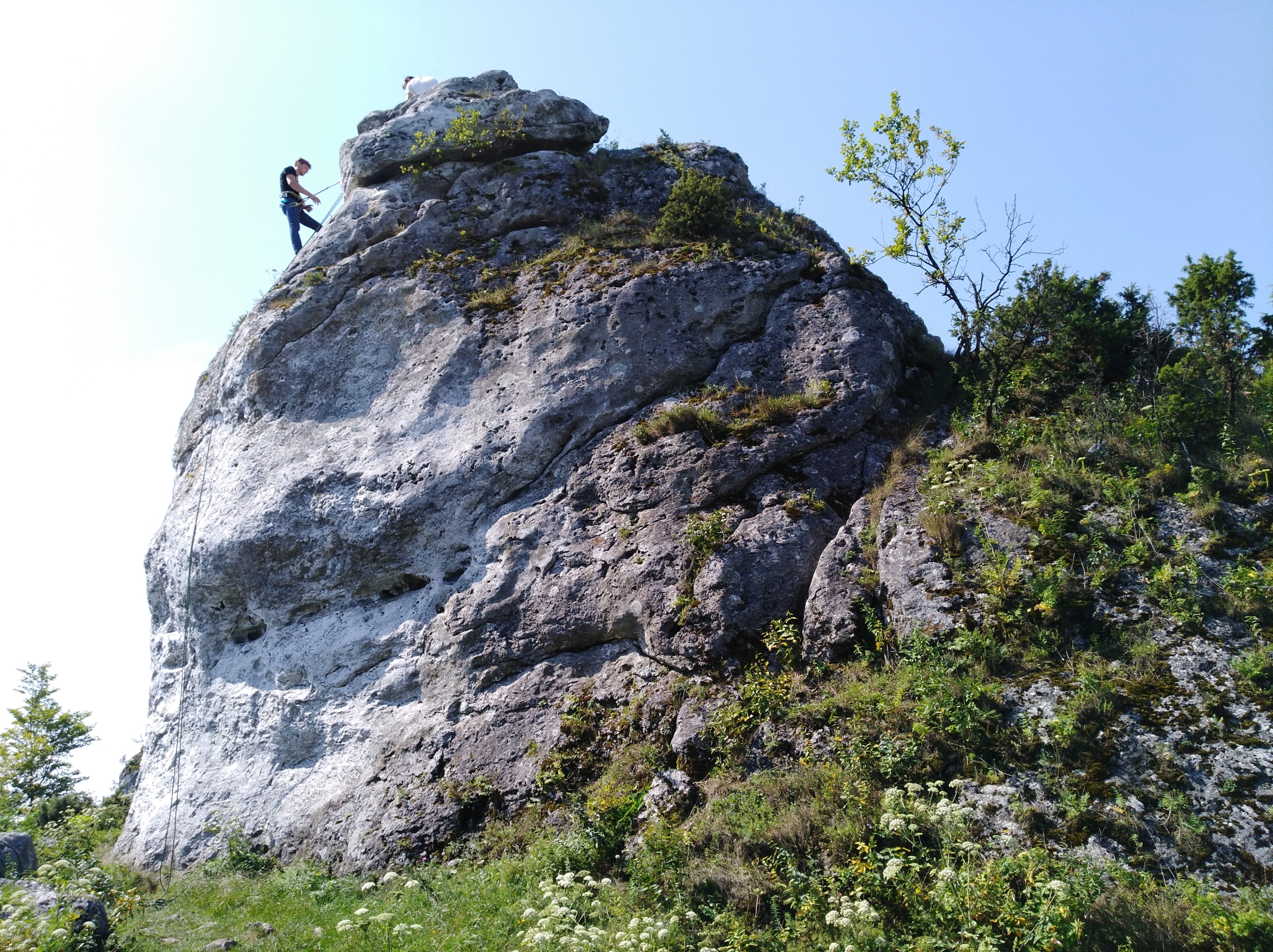

Skrzat – skała na wzniesieniu Góra Zborów w miejscowości Kroczyce, w województwie śląskim, w powiecie zawierciańskim, w gminie Kroczyce. Wzniesienie to należy do tzw. Skał Kroczyckich i znajduje się w obrębie rezerwatu przyrody Góra Zborów na Wyżynie Częstochowskiej.
Skrzat znajduje się w środkowej części Góry Zborów. Jest to zbudowana z wapienia skała o wysokości 8–10 m. Znajduje się w terenie otwartym. Wschodnia, pionowa ściana Skrzata jest obiektem wspinaczki skalnej. Wspinacze skalni poprowadzili na niej 7 dróg wspinaczkowych o trudności od IV do VI.3 w skali Kurtyki. Na pięciu z nich zamontowano stałe punkty asekuracyjne; ringi (r) i stanowisko zjazdowe (st).

## Drogi wspinaczkowe
1. Filarek Skrzata; IV, trad
2. Zrób to sam; VI+, 3r + st
3. Skrzat; VI.2, 3r + st
4. Projekt;
5. White Diamont; VI.3, 3r + st
6. Leonówka; VI, 3r + st
7. Droga Harmana; V, trad[2].